# Dalni (Rostov)
|  | Per a altres significats, vegeu «Dalni». |

Dalni (en rus: Да́льний) és un poble (una khútor) de l'óblast de Rostov, a Rússia, segons el cens rus del 2010 tenia 945 habitants. Pertany al districte de Proletarsk.